# Kromdraai
Kromdraai es un área de conservación protegida en la parte oeste de Gauteng, Sudáfrica cerca de Krugersdorp. Su nombre proviene del afrikáans que significa "Curva Tortuosa" después de una vuelta en el serpenteo del Limpopo o río del Cocodrilo.
Lugares de interés:
- Cueva Maravilla
- Sterkfontein